# Hallstahammar
Hallstahammar ist eine Stadt in der schwedischen Provinz Västmanlands län und der historischen Provinz Västmanland.
Der Ort ist Hauptort der gleichnamigen Gemeinde und liegt an der Europastraße E 18, etwa 20 km nordwestlich von Västerås.

## Geschichte
Värperör ist eine Röse schwedisch Gravröse aus der Bronzezeit (1800–500 v. Chr.) Sie liegt auf einem Gräberfeld nordwestlich von Kolbäck in der Gemeinde Hallstahammar. 
Im Jahr 1628 wurde ein Hammerwerk bei Trångfors angelegt und rund um das Werk entstand eine kleine Siedlung. Der Bau des Strömsholm-Kanals führte zu einem bescheidenen Aufschwung, aber erst im Rahmen der Industrialisierung in der zweiten Hälfte des 19. Jahrhunderts entstanden die Industriebetriebe, die den Ort bis zur Stahlkrise in den 1970er Jahren dominierten. Ab den 1970er Jahren sank die Bedeutung der Industrie, und Hallstahammar wurde als Hauptort der gleichnamigen Gemeinde zu einem wichtigen lokalen Dienstleistungszentrum.

## Wirtschaft
Hallstahammar ist noch immer ein Industrieort, dessen Industrie auf die traditionelle Eisenverarbeitung zurückgeht.

## Persönlichkeiten
- Ingemar Andersson (1928–1992), Kanute